# 高雷尔拉
高雷尔拉（Gaurella），是印度恰蒂斯加尔邦Bilaspur县的一个城镇。总人口15173（2001年）。

## 人口
该地2001年总人口15173人，其中男性7782人，女性7391人；0—6岁人口2020人，其中男1061人，女959人；识字率71.67%，其中男性为79.04%，女性为63.90%。